# Bohuňovice, Svitavy
Bohuňovice là một làng thuộc huyện Svitavy, vùng Pardubický, Cộng hòa Séc.